# Marianów (gmina Gniewoszów)
Marianów – wieś sołecka w Polsce położona w województwie mazowieckim, w powiecie kozienickim, w gminie Gniewoszów.
| SIMC    | Nazwa          | Rodzaj    |
| ------- | -------------- | --------- |
| 0620010 | Nowy Marianów  | część wsi |
| 0620027 | Stary Marianów | część wsi |

W latach 1975–1998 miejscowość należała administracyjnie do województwa radomskiego.
Wierni kościoła rzymskokatolickiego należą do parafii Najświętszej Maryi Panny Królowej Różańca Świętego w Wysokim Kole.